# Fréquence d'échantillonnage

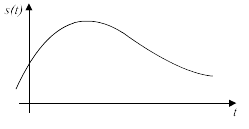
Signal continu.

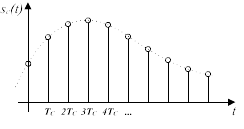
Signal échantillonné résultant.

L'échantillonnage consiste généralement à relever à intervalle régulier la valeur d'une grandeur physique. La fréquence d'échantillonnage est le nombre d'échantillons par unité de temps.
Si l'unité de temps est la seconde, la fréquence d'échantillonnage s'exprime en hertz et représente le nombre d'échantillons utilisés par seconde.
On se représente en général la variation d'une grandeur comme continue, c'est-à-dire que d'une part la grandeur possède une valeur à n'importe quel instant pris arbitrairement, et d'autre part il existe à tout instant un intervalle dans lequel la variation est d'autant plus faible que les instants sont proches. Il est souvent avantageux de représenter la grandeur comme une suite de valeurs discrètes, en abandonnant la description de ce qui se passe entre ces valeurs appelées échantillons.
Le choix de la fréquence d'échantillonnage dépend de la rapidité des variations que l'on se propose de décrire.

## Choix de la fréquence d'échantillonnage
Le choix de la fréquence d'échantillonnage dépend de l'idée préalable qu'on peut se faire de la plus grande fréquence présente dans le signal.
On se propose de relever la hauteur de l'eau dans un port de mer. On sait qu'il y a deux marées par jour. On veut vérifier si le niveau de l'eau varie régulièrement. On décide de relever la hauteur d'eau toutes les demi-heures. La fréquence d'échantillonnage est de 48 échantillons par jour.
Si on préfère l'unité SI pour le temps, qui est la seconde, on dira que la fréquence d'échantillonnage est de {\displaystyle {\frac {1}{30\times 60}}} ≈ 0,000 55 Hz.
Le théorème d'échantillonnage de Nyquist-Shannon indique qu'un échantillonnage à la fréquence Fe ne peut transmettre sans perte d'information que les fréquences inférieures à {\displaystyle {\frac {F_{e}}{2}}} (fréquence de Nyquist).
Les fréquences supérieures à {\displaystyle {\frac {F_{e}}{2}}} seront rendues comme des produits d'intermodulation entre la fréquence d’échantillonnage et ces fréquences. C'est ce qu'on appelle repliement de spectre ou aliasing (métaphore américaine, du latin alias, faux nom d'une personne : la fréquence qu'on n'a pu coder réapparaît sous l'apparence d'une autre).
Un microphone transforme d'abord la pression acoustique, qui est la grandeur physique correspondant au son, en signal électrique dit analogique, parce que ses variations reflètent celles de la grandeur qu'il transmet.
Pour représenter utilement ce signal, plusieurs milliers d'échantillons par seconde seront nécessaires.
Une fréquence d’échantillonnage de 7 kHz suffit pour la transmission de la parole, mais elle ne donne pas satisfaction pour la musique. Avec cette fréquence, on ne peut reproduire les sons que jusqu'à 3 500 Hz. Une fréquence de 4 200 Hz, correspondant à la note do la plus aigüe du piano, serait transmise comme une fréquence  de 7000 - 4200 = 2 800 Hz, qui n'aurait pas de rapport d' harmonie avec les autres.
La haute-fidélité doit restituer les fréquences jusqu'à 20 kHz. Il fallait donc choisir une fréquence supérieure à 40 kHz. Le format de diffusion de la musique en disque compact prévoit une fréquence d'échantillonnage de 44,1 kHz, tandis que celle du son associé à la vidéo dans les DVD et la télévision numérique est de 48 kHz.

## Stabilité de la fréquence d'échantillonnage
La représentation exacte du signal par ses échantillons exige la stabilité de la période entre deux échantillons. L'écart par rapport à l'instant théorique du prélèvement de l’échantillon s'appelle la gigue ((en) jitter).

## Conversion de fréquence d'échantillonnage
On peut avoir besoin de représenter un signal avec une fréquence d'échantillonnage différente de celle d'origine. La méthode la plus simple à concevoir est de reconstituer le signal analogique avant de le renumériser à la nouvelle fréquence d'échantillonnage. Il est préférable d'éviter le passage analogique, susceptible d'apporter du bruit de fond, et trop dépendant de la performance des convertisseurs, qui sont d'ailleurs coûteux.
La conversion de fréquence d'échantillonnage dans le domaine numérique se base sur le même principe. On applique à la suite des échantillons une convolution par une fenêtre suffisamment longue de la fonction sinus cardinal établie avec la fréquence d'échantillonnage d'origine. On calcule ainsi les coefficients à appliquer aux valeurs de chaque échantillon de la fenêtre en fonction du temps, et, connaissant l'instant de l'échantillon à la nouvelle fréquence par rapport à la fenêtre, on calcule sa valeur[réf. souhaitée].
Comme il faut tenir compte de plusieurs échantillons existants avant et après le nouvel échantillon, la conversion de fréquence d'échantillonnage entraîne un retard du signal, d'autant plus grand que la conversion est précise[réf. souhaitée].
Si la nouvelle fréquence d'échantillonnage est inférieure à celle d'origine, il faut filtrer le signal de façon à éliminer les fréquences au-delà de la moitié de la nouvelle fréquence d'échantillonnage. Ce filtrage peut se faire en modifiant la fonction sinus cardinal de façon à rejeter les fréquences indésirables[réf. souhaitée].
Le processus théorique, qui garantit une conversion parfaite, exige un retard considérable et une grande puissance de calcul. Il est souvent nécessaire de convertir rapidement la fréquence d'échantillonnage pour des sources dans lesquelles les fréquences nominales sont identiques, mais les fréquences réelles divergent un peu ou dérivent, ou dans lesquelles elles sont peu différentes, car le signal est de même nature. Pour aller vite, on se contente quelquefois d'une extrapolation cubique qui n'implique que les deux échantillons précédant le nouvel échantillon à calculer et les deux suivants.
Quand le signal échantillonné a plus d'une dimension, le calcul d'intermédiaires pertinents entre deux échantillons demande encore plus de calculs, et on est parfois contraint de se limiter à dupliquer ou à supprimer un échantillon pour obtenir un flux à la bonne cadence. C'est ainsi qu'on procède pour convertir le signal vidéo CCIR à 25 images par seconde en signal NTSC à 30 images par seconde. On peut procéder de la même façon quand il ne s'agit que de synchroniser des sources à la même fréquence nominale d'échantillonnage.